# Teucholabis shanensis
Teucholabis shanensis är en tvåvingeart som beskrevs av Alexander 1952. Teucholabis shanensis ingår i släktet Teucholabis och familjen småharkrankar.
Artens utbredningsområde är Myanmar. Inga underarter finns listade i Catalogue of Life.